# 중공업

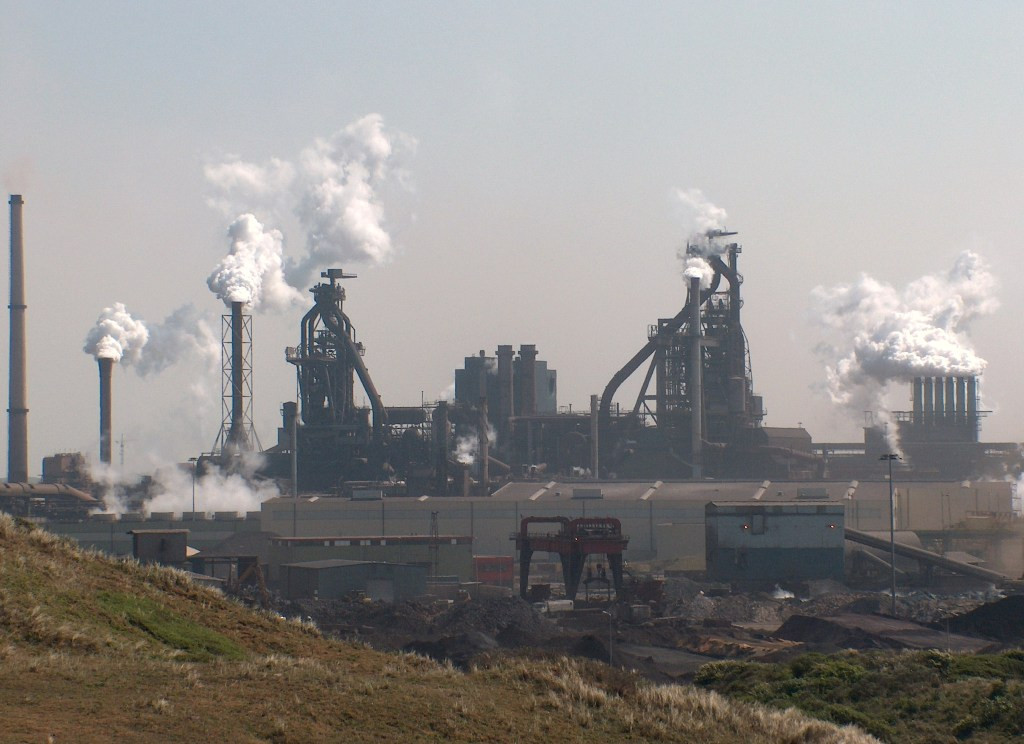

중공업(重工業)은 경공업과 달리 부피에 비하여 무게가 많이 나가는 물건을 만드는 공업으로, 기계, 철강, 조선, 자동차, 기관차, 비행기 등이 중공업 분야에 해당한다. 석유화학, 농약, 화학비료, 시멘트 공업 등의 화학공업과 더불어 중화학공업(重化學工業)이라고 부르기도 한다.

## 개요
산업혁명의 원동력이자 근대공업의 역사적인 기점을 형성한 경공업의 시발점을 방적공작기계(紡績工作機械)의 발명에서 찾는다면 산업자본의 단계로부터 단계로의 거대한 역사적인 전기를 마련한 것은 중공업(重工業), 특히 19세기 후반에 시작된 철강업의 기술적 변화였다고 할 수 있다.
세계 공장으로서의 영국의 동요 내지 정체와 독점의 모국(母國)이라고 할 수 있는 미국 및 독일의 약진은 자유경쟁에 대한 독점, 집중의 완전한 승리를 집약적으로 상징하는 것이다.
중공업의 성격은 다음과 같이 3가지로 나타낸다.
① 생산의 집적과 자본의 집중이 자본구성의 고도화를 가져왔고, 자본제생산(資本制生産)의 단계에서 그 극치에 달했다.
② 중공업은 근본적으로 자본구성이 고도화한 산업이다. 여기에 중공업 자체가 가지는 본래적인 독점성이 내포되어 있다. 따라서 중공업은 타산업에 비해 종적으로나 횡적으로 독점적 지위를 차지하면서 산업과 은행과의 긴밀한 결합이 필연적으로 뒤따라 결국 금융과액지배(金融寡額支配)의 현상으로 나타난다.
③ 원료자원의 획득이나 후진국에 대한 자본수출 등의 충동이 가장 강렬한 것이 중공업으로, 자본가 단체들에 의한 국제시장의 분할도 먼저 중공업 분야에서 시작된다.
이러한 성격을 띠고 있는 중공업은 그 경영에 있어서도 많은 문제점을 내포하고 있으나 무엇보다 중요한 것은 생산 내지 기술적인 면을 등한시할 수 없는 점이다. 원래 과학적 관리법의 창시자인 테일러(F. W. Taylor)도 중공업인 철강업에서 경영의 합리화를 목적으로 새로운 경영방법을 모색하기에 이르렀고, 과학적 관리법이 탄생하게 된 동기도 결국 대량생산기술의 발전과 자본의 형성과정에 있었던 것을 생각한다면 경영학의 모체는 중공업이었다고 할 수도 있다.
생산활동은 수요의 요소라고 할 수 있는 품질 내지 품종, 수량 내지 시간, 원가 내지 가격 등 이들 3요소를 만족시켜 주는 것을 기준으로 하여 관리되어야 한다. 그런데 실제로 경영상 이러한 3요소가 각각 독립해서 만족되기란 극히 어려운 것이다. 즉 수요자는 품종도 많고, 품질도 우수하고, 수량도 풍부하며, 사용하고자 하는 시기에 지연됨이 없어야 하고, 가격은 저렴해야만 비로소 만족하게 된다. 그러나 생산계획을 수립하는 경우 품종을 다양하게 하면 생산수량은 감소되고, 생산시간은 장기화되며 결국 원가는 높아지게 된다. 만일 이러한 생산활동의 관리가 각 품종 및 품질관리, 원가관리, 시간관리 등 3요소로 분화되어 있다고 하면 이들 각 요소를 만족시키기 위한 관리는 각각 상반되는 방향으로 움직이게 되어 기업의 안정성장을 저해하는 결과를 가져온다.
그러나 경영의 행동의욕은 항상 안정(安定)과 성장(成長)에 두게 된다. 성장이란 실은 위험에 대한 도전이다. 따라서 안정행동과는 상반되는 것이다. 안정도를 높이게 되면 기업은 쇠퇴 일로를 걷게 되고, 성장도를 높이면 위험도가 높아지 된다. 그러므로 기업은 이러한 특성과 경제적 환경을 밑바탕으로 하여 최적상태를 선택하고 계속 발전해 나가야 하는 것은 당연하다. 이러한 최적상태가 곧 기업경영의 합리화일 것이다.
중공업의 경우 기업의 성격상 일찍이 그 합리화 운동이 전개되었다. 그 예로 기본원료의 창출부문이며 또한 병기생산의 기간산업이기도 한 철강업을 든다면 다음과 형태로 전개된다. 즉 여기에서의 합리화 운동은 용광로(鎔鑛爐), 제강로(製鋼爐)의 기술개선에 의한 노동생산력의 증대, 철(鐵) → 강(鋼) → 압연(壓延) 일관작업에 의한 연료의 절약과 유동작업에 의한 노동강화, 스크랩(scrap) 이용의 격증, 탄갱(炭坑) → 철산(鐵山) → 철 → 강 → 압연 → 궤조(軌條)·기계, 기타 완성품공장을 종단(縱斷)하는 결합 등 이상과 같은 형태로 발전, 강화해 가는 것이다.
이외에도 철강업뿐만 아니라 일반적으로 자본의 유기적 구성이 높은 산업은 거의가 이러한 형태로 발전하게 되며 드디어는 독점적 방법으로 경영을 하게 되는 것이다. 경공업이 절대적 잉여가치의 창조를 지향(勞動日의 연장, 勞動強化 등)한다면 중공업은 그 조직적 합리화에 대한 기술적 합리화, 즉 노동강화를 위한 전송장치(傳送裝置)의 창설, 기계의 갱신 등 직접적인 기계화에 의한 상대적 잉여가치의 생산에 중점을 두고 있는 것이다.

## 참조
- 《글로벌 세계 대백과사전》〈중공업의 경영형태〔서설〕〉

## 같이 보기
- 경공업